# Halydaia norrisi
Halydaia norrisi är en tvåvingeart som beskrevs av Paramonov 1960. Halydaia norrisi ingår i släktet Halydaia och familjen parasitflugor. Inga underarter finns listade i Catalogue of Life.